# Rast & Gasser M1898
La Rast & Gasser M1898 è una rivoltella prodotta dalla Leopold Gasser Waffenfabrik di Vienna ed impiegata durante la prima e la seconda guerra mondiale.

## Storia
La pistola, progettata da August Rast, venne prodotta dalla Leopold Gasser Waffenfabrik di Vienna per l'Imperial regio Esercito austro-ungarico in oltre 180.000 esemplari dal 1898 al 1912. Negli anni precedenti la Grande Guerra venne pianificata la sostituzione della M1898 con le semiautomatiche Roth-Steyr M1907 presso reparti di cavalleria e Steyr M1912 in quelli di fanteria. Lo scoppio delle ostilità e il basso ritmo di produzione delle nuove pistole fece sì che la M1898 rimanesse in servizio, soprattutto in dotazione a ufficiali e sottufficiali. Grazie alla qualità della manifattura e la solidità del castello chiuso ne fece un'arma militare affidabile, tanto che alcuni eserciti, come quello del Regno di Yugoslavia ed il Regio Esercito italiano, impiegarono queste armi di preda bellica anche nella seconda guerra mondiale.
L'azienda belga Manufacture d'Armes Liégeoise ne produsse una copia in calibro 7,62 × 38 mm R Nagant.

## Tecnica
Il M1898 univa soluzioni all'avanguardia con elementi già obsoleti. Il castello chiuso era dotato di uno sportello di caricamento, con bacchetta di espulsione dei bossoli spenti scorrevole sul lato inferiore destro della canna. Il percussore non era fisso sulla testa del cane ma era inserito nel castello ("percussore lanciato"), soluzione decisamente innovativa per il tempo. La munizione 8 mm Gasser era simile ma non intercambiabile con l'ordinanza francese 8 × 27 mm.
Per caricare l'arma il cane va arretrato a mezza corsa, poi si ruota all'indietro lo sportellino di caricamento, esponendo il retro del tamburo e disconnettendo il cane dal grilletto; il tamburo può comunque ruotare premendo il grilletto. Questa soluzione permetteva un caricamento semplice e rapido. Le cartucce venivano inserite una ad una nelle camere di scoppio e, tirando il grilletto, si esponeva la camera vuota successiva. Quando tutte le camere erano cariche, si chiudeva lo sportellino spingendolo avanti. Il cane veniva quindi arretrato completamente, in posizione armata pronta al fuoco.
Per scaricare l'arma dalle cartucce inesplose o dai bossoli spenti, il cane veniva portato a mezza corsa, si apriva lo sportellino e si faceva scorrere in ogni camera la bacchetta di espulsione.